# Argentijnse Anticommunistische Alliantie
De Argentijnse Anticommunistische Alliantie (Spaans: Alianza Anticomunista Argentina), ook wel bekend als Triple A of AAA, was een extreemrechts doodseskader dat actief was in Argentinië gedurende de jaren 70, ontstaan onder de macht van Isabel Perón (1974 - 1976). Later werd de alliantie gelinkt aan de militaire junta van Jorge Videla (1976 - 1983) en was verantwoordelijk voor de verdwijning van en moord op honderden linkse tegenstanders in de zogenaamde Vuile oorlog. 

## Oprichting

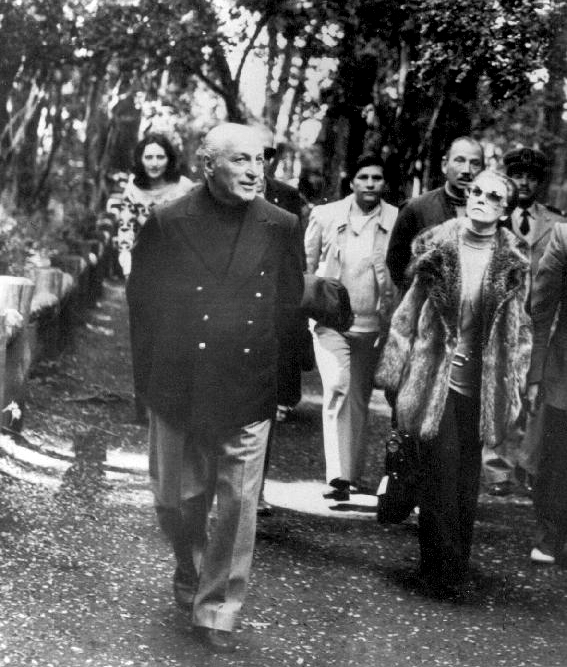
José Lópex Rega

De AAA werd in 1974 opgericht en geleid door de zeer invloedrijke José López Rega, minister van Sociale Zaken onder Perón, als antwoord op de linkse macht die nog aanwezig was in de Peronistische partij. Een andere topman was Rodolfo Almirón, die eind 2006 werd gearresteerd in Spanje en destijds verantwoordelijk was voor de persoonlijke veiligheid van Perón en Rega.
Opmerkelijk is dat het leger in Argentinië in 1976 de staatsgreep heeft gepleegd om een "noodzakelijk einde te maken aan de chaos in het land en een proces van nationale reorganisatie te starten". Deze onrusten werden echter opgewekt door onder andere stakingen en gefingeerde voedseltekorten door het achterhouden van voorraden (waarin onder anderen Jorge Zorreguieta een belangrijk aandeel had) en mondden uit in aanslagen gepleegd door linkse terreurgroeperingen, zoals de Montoneros, maar ook door de AAA zelf.

## Slachtoffers
De AAA kwam voor het eerst in het nieuws op 21 november 1973 bij de mislukte bomaanslag op de Argentijnse senator Hipólito Solari Yrigoyen. De groep wordt verantwoordelijk gehouden voor het voorbereiden en uitvoeren van aanslagen op meer dan 1500 personen, waaronder leiders en aanhangers van de Montoneros en ERP, politici, rechters, advocaten, politiebeambten en (meest) linkse activisten.
In 1974 vermoordde de AAA de Jezuïet Carlos Mugica, een goede bekende van Mario Firmenich, oprichter van de Montoneros.
Andere bekende Argentijnen waren onder anderen Silvio Frondizi, broer van de voormalige president Arturo Frondizi, voormalig politiechef Julio Troxler, advocaat van politieke gevangenen Alfredo Curutchet en de vice-gouverneur van de provincie Córdoba, Atilio López.
De CONADEP, de commissie van schendingen van de rechten van de mens, heeft bewezen dat de AAA verantwoordelijk was voor 19 moorden in 1973, 50 in 1974 en 359 in 1975. In nog enkele honderden gevallen wordt de AAA verdacht van betrokkenheid en/of uitvoering. Vanwege doodsbedreigingen gingen nog eens honderden anderen op de vlucht of in ballingschap.

## Recent in het nieuws
- Eind 2006 werd in Spanje, op verzoek van Argentinië, AAA topman Rodolfo Almirón gearresteerd in afwachting van een mogelijke uitlevering.
- Begin 2007 werd op verzoek van Argentinië Isabel Peron in Spanje onder huisarrest geplaatst in afwachting van een mogelijke uitlevering.

- Library of Congress Control Number: n86007553
- Nationale Bibliotheek van Israël: 987007417388705171
- Virtual International Authority File: 154850925